# Son Trobat
Son Trobat (o Son Trobat de la Font) és una possessió del municipi d'Algaida (Mallorca).

## Geografia

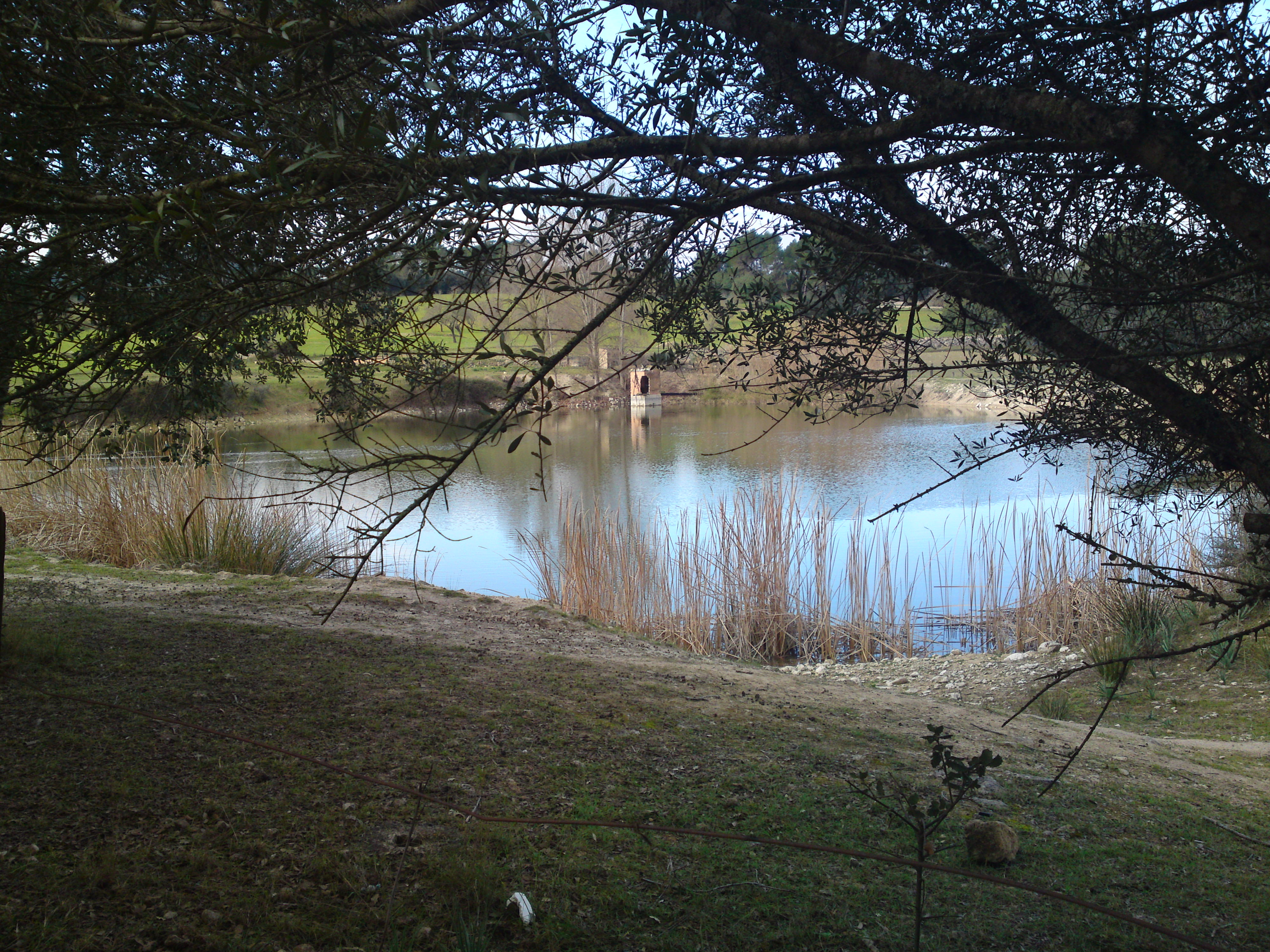
La bassa d'aigua propera a la font de Son Trobat

La possessió de Son Trobat està situada al llevant del terme d'Algaida al costat de la carretera de Randa a Montuïri i del camí vell de Porreres. Actualment presenta una superfície aproximada de 75 quarterades i confronta amb pel nord amb establits antics de la mateixa possessió (com ses Veles de Son Trobat), que arribava antigament fins a Malesherbes i l'hort d'en Carles; per l'est, amb Son Trobat de Can Matxo i altres establits; pel sud, amb Can Mas i Poló, i per l'oest, amb sa Mata Nova i Son Llobet.
Al costat de les cases el figueral de Son Trobat, el sequer de Son Trobat, sa Vinya Vella (arrabassa als anys 80 del segle XX) i més al sud la font de Son Trobat. Aquest curs d'aigua provinent del Massís de Randa va donar nom a la possessió i fins s'afegí al cognom dels propietaris. En els darrers anys s'hi ha construït un embassament.

## Història
La primera referència és l'alqueria de Benicanella com a propietat de Domingo Llull que també disposava de l'establit que després originà sa Mata Escrita. L'any 1431 Pere Trobat, de Porreres, comprà l'alqueria. El cadastre de 1603 recull que la possessió (valorada en 4.600 lliures) era de Pere Trobat de la Font. Poc temps després, el 1626, Son Trobat pertanyia als germans Andreu i Joan Trobat i els proporcionava una renda de 470 lliures.
El 1775 l'honor Miquel Trobat era el senyor de Son Trobat i vivia a la vila d'Algaida. En aquell moment la possessió confrontava amb Son Marimon, Malesherbes, Son Llobet, sa Mata Escrita, Pola i Son Reus de Rufassa. Heretà la possessió el seu fill Pere Trobat Fiol que el 1786 declarà ser propietari del lloc travessat pel camí reial de Porreres (actual camí vell de Porreres). La proximitat amb la vila de Montuïri va provocar que s'hi establís la posada enlloc d'Algaida. La casa és situada al carrer d'en Vanrell i el celler donava també al carrer de baix, anomenat al segle xviii carrer de la posada de Son Trobat, carrer de Son Trobat de la Font, carrer de Son Trobat o, simplement, carrer d'en Trobat.
Al segle xix el darrer membre de la família, Miquel Trobat, morí sense descendència i sense haver testat. Per aquest motiu la propietat es dividí entre els germans del difunt. La part més important de la finca ai les cases passaren a Francesc i Pere Trobat, capellans tots dos. Però se'n desmembraren 17 quarterades que anaren a parar a una germana casada a Montuïri: Aquest establit és l'origen de Son Trobat de Can Matxo.
El 1923 l'apotecari de Manacor Artur Bassa vengué Son Trobat a Joan Marquès per 36.000 duros. A la mort d'aquest passà a la filla Esperança Marquès, casada amb Matias Munar que era metge titular de Montuïri en aquell moment. L'hereva del matrimoni, Esperança Munar, va vendre la possessió a l'actual propietari Jaume Monjo el 1988. A començaments dels anys 90 del segle xix s'establí una porció de terra corresponent a sa Talaia i el sementer de can Mas, situats al sud de la carretera de Randa.

## Construccions

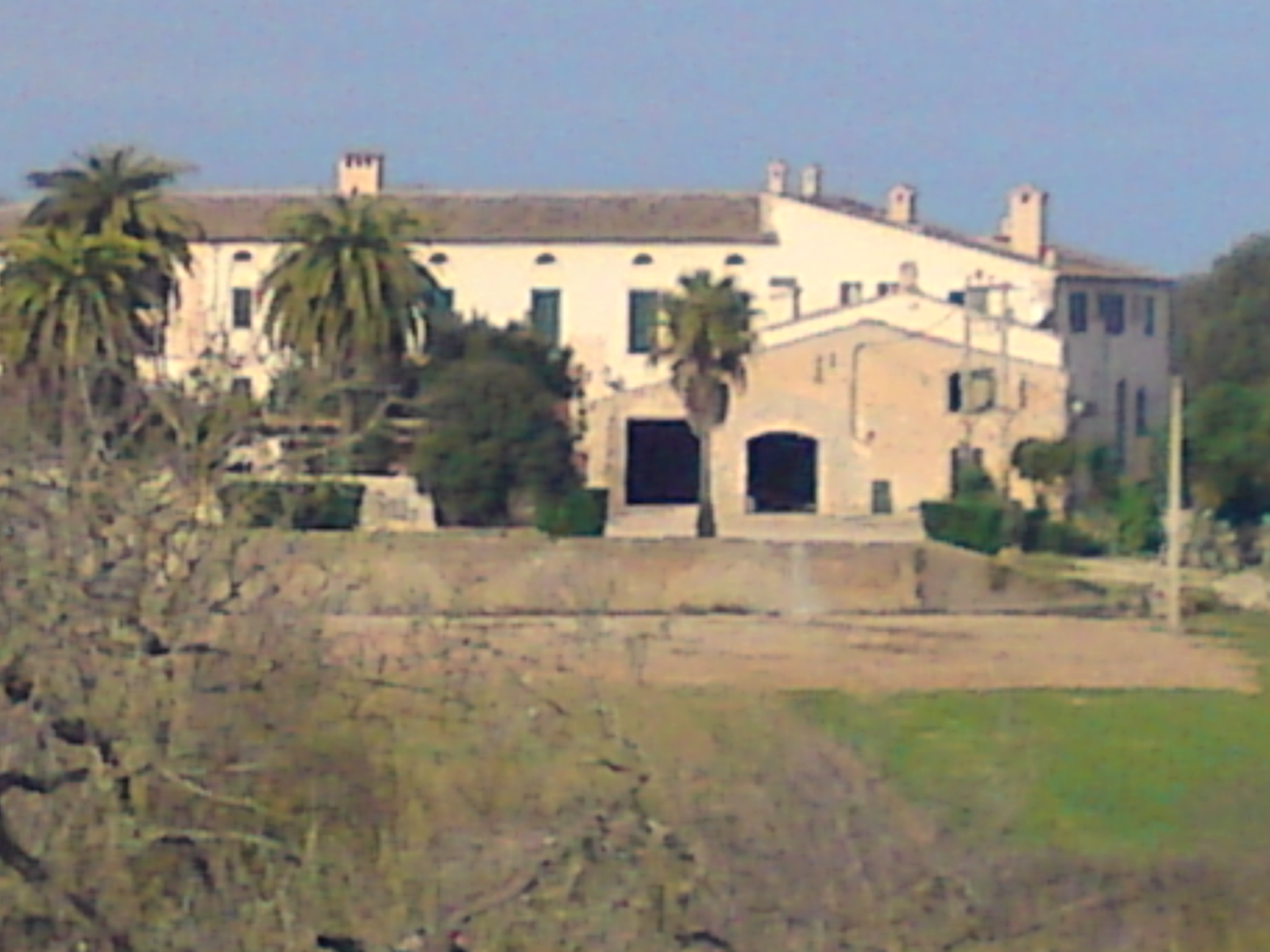
Cases de Son Trobat

Les cases de Son Trobat es troben sobre un pujol i al costat d'un jardí on destaquen els fassers. La planta baixa estava destinada tradicionalment als amos i la primera planta als senyors. A la dècada dels anys 30 del segle XX es portà a terme una important reforma de la planta noble amb la construcció d'una terrassa al frontis principal relacionada amb els problemes de salut dels propietaris.Fa algunes dècades es feu una gran reforma interior i exterior a les cases dels amos i dels senyors, i ara tenen poc a veure amb les primitives. A l'exterior el canvi més visible és la porxada amb arcades a la cantonada superior que dona a ponent. Els sestadors nous i les pallisses han estat desplaçats alguns centenars metres lluny de les cases amb direcció a Randa. A la casa principal també hi ha dos rellotges de sol.
La façana posterior, que mira al sud-oest, dona a una clastra de forma trapezoïdal amb una cisterna al centre (de la qual destaca el coll). A un costat de la clastra s'hi troba una edificació que era emprada com magatzem d'ametles. A l'interior les columnes aguanten una volta amb una clau que porta la inscripció "Andreu Garcias. Any 1879".
La construcció de l'antiga capella, identificada per una pica d'aigua beneïda, es troba al costat de l'entrada de la casa dels amos. En un moment determinat fou convertida, juntament amb un gran celler, en magatzem per palla o en habitatges durant les etapes que la finca disposava de més treballadors. A la part posterior del grup d'edificacions hi ha les restes d'un cup per fer vi. Fa algunes dècades es va reconstruir la capella.
A pocs mestres al sud de les cases s'aixeca una torre de molí fariner de torre amb una edificació coberta de pedra que guardava les moles. A un lateral hi ha l'antic magatzem després usat com a refugi de bestiar. Un poc més al sud, en direcció a la carretera de Randa, s'hi troba la font de Son Trobat que dona nom a la finca. La construcció és un qanat d'època andalusí amb diversos pous d'aireig per ventilar la galeria principal, que surt a cel obert per omplir ara la gran bassa artificial i antigament el safareig per regar.